# إيما كيارني
إيما كيارني (بالإنجليزية: Emma Kearney)‏ هي ممثلة بريطانية، ولدت في 1981 في Portglenone ‏ في المملكة المتحدة.

## وصلات خارجية
- إيما كيارني على موقع IMDb (الإنجليزية)
- إيما كيارني على موقع كينوبويسك (الروسية)